# Wilhelm Benignus
Wilhelm Heinrich Benignus (Heilbronn, 17 febbraio 1861 – Atlantic City, 5 giugno 1930) è stato uno scrittore tedesco naturalizzato statunitense.

## Biografia
Hermann Wilhelm Heinrich Benignus nacque a Heilbronn am Neckar il 17 febbraio 1861, da famiglia di modeste condizioni. Frequentò la Königliche Technische Hochschule di Stoccarda come studente ordinario, interessandosi fin da giovane di letteratura e arti grafiche.
Nel 1882 emigrò negli Stati Uniti, stabilendosi inizialmente nella regione di New York, per poi trasferirsi ad Atlantic City, nel New Jersey, dove lavorò come corrispondente per giornali tedeschi d’oltreoceano e come illustratore freelance. In questo periodo cominciò a pubblicare raccolte di poesie e saggi in prosa in lingua tedesca e inglese, dedicati ai paesaggi americani.
Benignus coniugò poesia e prosa descrittiva per esaltare la bellezza naturale del paesaggio americano, con un’attenzione particolare all’interazione tra uomo e ambiente. Nei testi lirici si riflettono temi di nostalgia per la madrepatria, spirito patriottico durante la guerra e un’intima ricerca dell’anima femminile. L’uso bilingue (tedesco e inglese) riflette la sua duplice identità culturale.
Nel 1910 è stato candidato al premio Nobel per la letteratura da Marion Dexter Learned (1857-1917).
Morì ad Atlantic City il 5 giugno 1930.

## Opere principali

### Poesia
- Lieder eines Pilgers (1912) – raccolta di poesie con immaginette decorative (ed. Leather Bound).
- Frauenseelen. Meistersonette und Lieder (1912) – sonetti e liriche dedicate all’animo femminile.
- Woman’s Soul. Sonnets, Odes and Songs (1913) – sonetti e odi in lingua inglese, stampato a New York da M. Schmetterling, 79 p.
- “Wir überm Meer für Deutschlands Ehr!” Deutscher Gruß aus Amerika; Patriotische Gedichte und Lieder (1916) – poesie di matrice patriottica durante la Prima guerra mondiale.

### Prosa
- Stimmen der Wasser. Amerikanische Landschaftsbilder in Prosabeschreibung und Dichtung (1908) – voci delle acque: ritratti paesaggistici in prosa e poesia.
- Shawangunk Mountain Stories (1916) – leggende e racconti ambientati nei monti Shawangunk, Ulster County, NY.
- Stories of the Catskills, Songs and Lays (1919) – racconti e ballate ispirati ai Catskills, pubblicati da Rosswaag’s Stuyvesant Press.
- The Mystery Lake of Shupenic Mountain: A Story of the Hudson Highlands – romanzo breve sulle Highlands dell’Hudson.